# Інгрід їде на Захід
«Інгрід їде на Захід» (англ. Ingrid Goes West) — драмедія 2017 року про дівчину, яка поїхала в Лос-Анджелес, щоб потоваришувати з популярною користувачкою Instagram.

## Сюжет
Психічно неврівноважена молода жінка Інгрід Торнберн їде на весілля подруги Шарлотти та бризкає перцевим балончиком в обличчя нареченої, після того як дізналася, що її не запросили на свято. Торнберн потрапляє в психіатричну лікарню на кілька місяців.
Після лікування Інгрід починає слідкувати за ідеальним життям Тейлор Слоан. Вона отримує 60 000 спадку від покійної матері та їде в Лос-Анджелес, де орендує будиночок у сценариста Дена. У книжковій крамниці Торнберн зустрічається з Слоан, вистежує, де вона живе, а потім викрадає її песика Ратко. Наступного дня Інгрід повертає собаку, а власники гостинно запрошують її на вечерю. Щоб допомогти Слоан, жінка бере в Дена пікап, але повертає лише наступного ранку й пошарпаним. Через це його плани руйнуються. Вони сваряться.
Інгрід отримує запрошення на вечірку в будинку знаменитої блогерши Гарлі Чанг. Вона мириться з Деном, щоб взяти його з собою як свого хлопця. На заході Тейлор багато уваги приділяла Чанг, а наркозалежний брат Слоан, Нікі, викрадає мобільний телефон Торнберн. Він починає шантажувати Інгрід, бо чоловік знайшов фотографії, які свідчили про одержимість власниці Тейлор. Торнберн вмовляє Дена захистити її. Вони викрадають Нікі, погрожують йому, але полоненому вдається дати здачі. Ден потрапляє в лікарню. Інгрід намагається марно зв'язатися з Слоан.
Торнберн купує сусідній будинок Слоан. Вона не може заплатити рахунки, тому в будинку вимикають електрику. На Хелловін жінка прокрадається в костюмі привида на вечірку сусідки, щоб зарядити мобільний телефон. Її розкривають. В розмові Тейлор відмовляється від дружби з Інгрід. Засмучена жінка в прямому ефірі вчиняє самогубство, прийнявши велику дозу ліків. Вона прокидається в лікарні, бо Ден викликав швидку. Її відео стало популярним і з'явився хештег #iamingrid.

## У ролях
| Актор             | Роль            |
| ----------------- | --------------- |
| Обрі Плаза        | Інгрід Торнберн |
| Елізабет Олсен    | Тейлор Слоан    |
| Біллі Магнуссен   | Нікі Слоан      |
| Ваятт Расселл     | Езра О'Кіф      |
| О'Ши Джексон мол. | Ден Пінто       |
| Пом Клементьєфф   | Гарлі Чанг      |
| Мередіт Кейтлін   | Шарлотта        |

## Створення фільму

### Виробництво
Зйомки фільму проходили в Каліфорнії, (США).

### Знімальна група
- Кінорежисер — Метт Спайсер
- Сценаристи — Девід Бренсон Сміт, Метт Спайсер
- Кінопродюсери — Джаред Голдмен, Адам Майрелс, Роберт Майрелс, Обрі Плаза, Тім Вайт, Тревор Вайт
- Композитори — Джонатан Садофф, Нік Торнберн
- Кінооператор — Брайс Фортнер
- Кіномонтаж — Джек Прайс
- Художник-постановник — Сьюзі Манчіні
- Артдиректор — Кріс Шарффенберг
- Художник-декоратор — Софія Мідон
- Художник-костюмер — Наталі О'Браєн
- Підбір акторів — Джастін Артета, Кім Девіс-Вагнер[2]

## Сприйняття

### Критика
Фільм отримав схвальні відгуки. На сайті Rotten Tomatoes оцінка стрічки становить 85 % на основі 158 відгуків від критиків (середня оцінка 7,1/10) і 71 % від глядачів із середньою оцінкою 3,6/5 (8 854 голоси). Фільму зарахований «свіжий помідор» від кінокритиків та «попкорн» від глядачів, Internet Movie Database — 6,7/10 (22 218 голосів), Metacritic — 71/100 (39 відгуків критиків) і 7,2/10 (72 відгуки від глядачів).

### Номінації та нагороди
| Нагороди та номінації фільму «Інгрід їде на Захід» | Нагороди та номінації фільму «Інгрід їде на Захід» | Нагороди та номінації фільму «Інгрід їде на Захід»    | Нагороди та номінації фільму «Інгрід їде на Захід»                                            | Нагороди та номінації фільму «Інгрід їде на Захід» | Нагороди та номінації фільму «Інгрід їде на Захід» |
| Рік                                                | Кінофестиваль/кінопремія                           | Категорія/нагорода                                    | Номінант                                                                                      | Результат                                          |                                                    |
| -------------------------------------------------- | -------------------------------------------------- | ----------------------------------------------------- | --------------------------------------------------------------------------------------------- | -------------------------------------------------- | -------------------------------------------------- |
| 2017                                               | Асоціація кінокритиків Остіна                      | Найкращий фільм                                       | Метт Спайсер                                                                                  | Номінація                                          |                                                    |
| 2017                                               | Кінофестиваль у Довілі                             | Гран-прі                                              | Метт Спайсер                                                                                  | Номінація                                          |                                                    |
| 2017                                               | Коло кінокритиків Флориди                          | Найкращий дебютний фільм                              | Метт Спайсер                                                                                  | Номінація                                          |                                                    |
| 2017                                               | «Санденс»                                          | Нагорода ім. Валдо Солта                              | Девід Бренсон Сміт, Метт Спайсер                                                              | Перемога                                           |                                                    |
| 2017                                               | «Санденс»                                          | Гран-прі журі                                         | Метт Спайсер                                                                                  | Номінація                                          |                                                    |
| 2018                                               | «Незалежний дух»                                   | Найкращий дебютний фільм                              | Метт Спайсер, Джаред Голдмен, Адам Майрелс, Роберт Майрелс, Обрі Плаза, Тім Вайт, Тревор Вайт | Перемога                                           |                                                    |
| 2018                                               | «Незалежний дух»                                   | Найкращий дебютний сценарій                           | Метт Спайсер, Девід Бренсон Сміт                                                              | Номінація                                          |                                                    |
| 2018                                               | Нагорода гільдії аудіобрендінга                    | Найкращий музичний брендінг фільму (бюджет до $5 млн) | Меггі Філліпс                                                                                 | Номінація                                          |                                                    |
| 2018                                               | Асоціація онлайн фільмів і телебачення             | Найкращий дебютний фільм                              | Метт Спайсер                                                                                  | Номінація                                          |                                                    |